# 維堡城堡
維堡城堡（俄语：Выборгский замок）是一座瑞典在中世紀建造的城堡，位於現在俄羅斯的維堡，目前屬於一座博物館。

## 概述
維堡城堡是芬蘭三個主要的中世紀城堡之一，它的建立是作為瑞典王國最東邊的前哨，位於芬蘭灣卡累利阿地峡最深處的小島上。建造時間約為1290年代，在第三次對芬蘭的十字軍東征之後於卡累利阿城堡的遺址上建造 。城鎮最初是在城堡內受保護的，不過隨著人口擴張，空間不足，逐漸往城堡外發展。

## 鐵器時代的歷史
根據考古學家的剖析，瑞典人大約在1293年開始打造維堡城堡，是建構在過去的遺址上，最古老的部分被稱為史密斯庭院，從這個遺跡發現了人造的木製柱、燃燒過的建築殘骸、相互連接城牆都是過去建設的證據，除此之外，卡累利阿城堡也有一座木製塔，甚至有發現一把彎曲的劍，鑄造年代約1130~1200年之間。

## 中世纪的歷史
瑞典高級警員勳爵托克爾·克努特松當時建造維堡城堡的名目是為了討伐十字軍東征的卡累利阿，不過實質上是為了對抗俄国的诺夫哥罗德共和国。托克爾·克努特松選擇維堡灣這個位置，可以與當地居民進行貿易，另一方面，海灣也可以直接在波羅地亞灣進行航運，形成四通八達的海運網絡，甚至可以到達芬蘭灣上游的拉多加湖。
芬蘭三座中世紀城堡，建造年代介於1290年代到1360年代，包括奧布城堡（位於現今芬蘭圖爾庫）、塔瓦斯胡斯城堡（位於現今芬蘭海门林纳）和維堡城堡（位於現今俄羅斯維堡）。
梅克倫堡-什未林公國阿爾伯特三世在1364年登基成為瑞典国王，按照德国慣例，他開始把佔地廣大的領土畫分成數個較小的省份。在某些情况下，新的小省份給予各自獨立的執達吏，雖然有一些已經消失不見了，其中代表性的案例有；这是这种情况波爾沃的林纳沃里城堡和靠近現今瓦萨附近博滕區的科甚霍爾姆城堡，只剩下土方可供憑弔。另有兩座城堡還可以看見一些石頭堆砌的遺跡，包括赫爾辛基西部新地区拉塞博里城堡與奧蘭群島的卡斯特霍爾姆城堡。

城堡在卡累利阿地區是瑞典王國的要塞，在過去的數個世紀，也是對抗俄羅斯人的第一線，在中世紀晚期，軍事與戰略地位僅次於瑞典首都斯德哥爾摩。

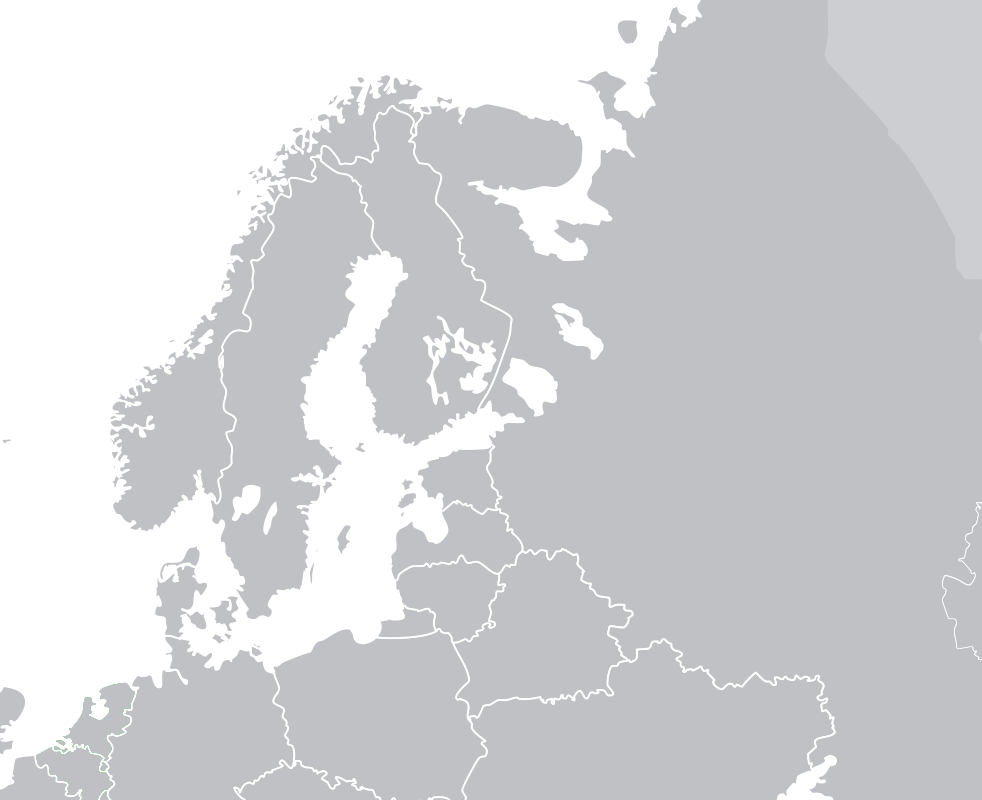
维堡城堡的位置

在城堡的大片土地基本上都成為有自主權的親王國。這些親王國的諸侯提供了部分稅收給予他們的國家元首，維堡城堡也是親王國其中之一。親王國的特色是有很大的行政權限，而且遠離首都的權力中心，自主性相對較高，實質上猶如獨立的統治者。建於1470年代的奧拉維城堡算是維堡城堡下方的一個小附屬領地。
領導過維堡城堡的之名人物包括伯恩·瓊森、克里斯特·尼爾森·瓦薩（Christer Nilsson Vasa）（1417~1442年）、卡尔·克努特松 (邦代)（1442~1448年）、埃里克·阿克塞爾松（1457~1481年）、克努特·波塞（1495~1497年）、老斯頓·斯圖雷（1497-1499年）、埃里克·比爾克（1499~1511年）和約翰霍亞伯爵。在1440年代至15世紀末期，這個城堡得到相當程度的擴張。

第一支火槍之用於維堡城堡是在1429年，1495年俄羅斯-瑞典戰爭時，俄羅斯多次為困維堡城堡，同时克努特·波塞是這座城城堡的領主。雖然局勢上看來一面倒向俄羅斯，不過在1495年11月30日聖安德魯日發生了一場神祕的爆炸，並且看到安得烈的肖像在天空中，俄羅斯人感到懼怕而直接離開。

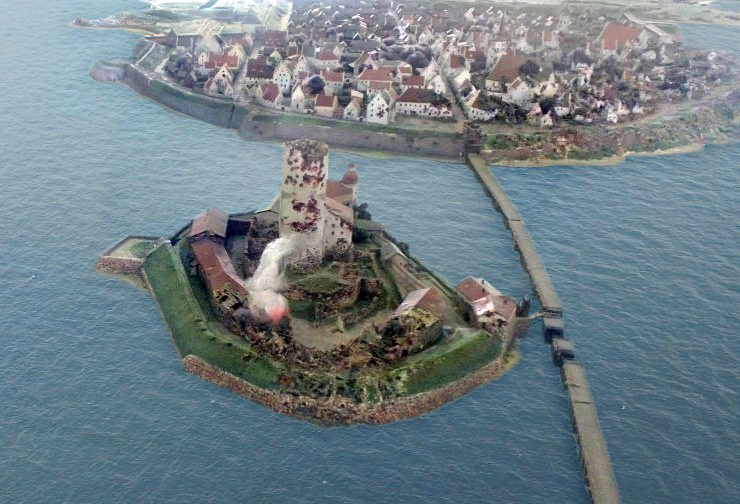
1710年，俄羅斯攻擊維堡城堡的模擬圖
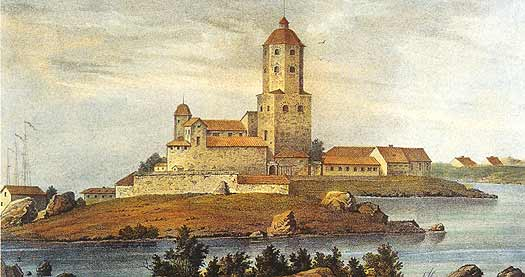
1840年，威廉·福斯坦所畫的维堡城堡

## 現代歷史
到了16世紀，這座城堡被翻新並且擴充，不過到了17世紀，這座城堡的重要性逐漸下降，主要是因為俄羅斯向東方擴張。到了1710年，俄羅斯人奪下了維堡城堡，不過在1812年經由所有古芬蘭附屬在芬兰大公国之下再次回到芬蘭人的手上，但是俄羅斯帝國隨後佔領這塊地區，現今的城堡是在1890年代被大量修建。維堡在1917~1940年與1941~1944年之間屬於芬蘭共和國，不過經過第二次世界大戰後，由於卡累利阿問題，維堡被併入蘇聯。

## 建築
主要的城堡位於東部的小島高山上，設計上是一個四面環海的海堤，有個巨大的聖奧拉沃塔做為瞭望之用，約有三、四層樓高，四周的防禦措施也被用來保護海岸。

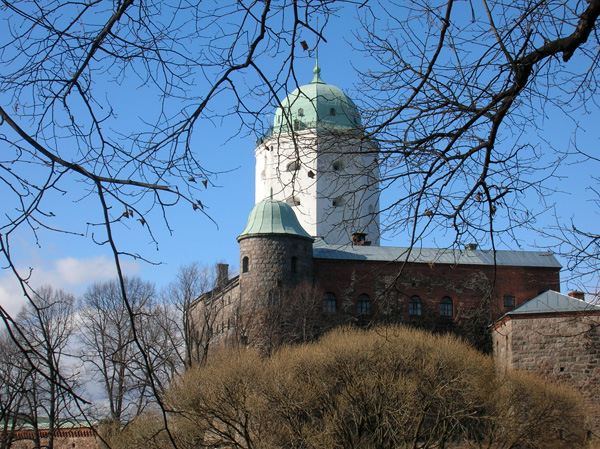
城堡一角
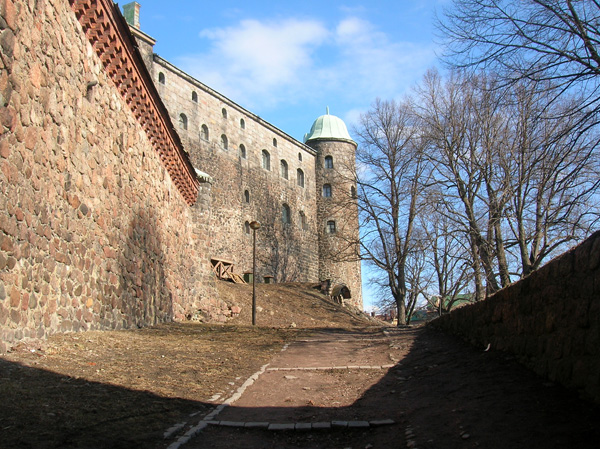
城堡的城墙
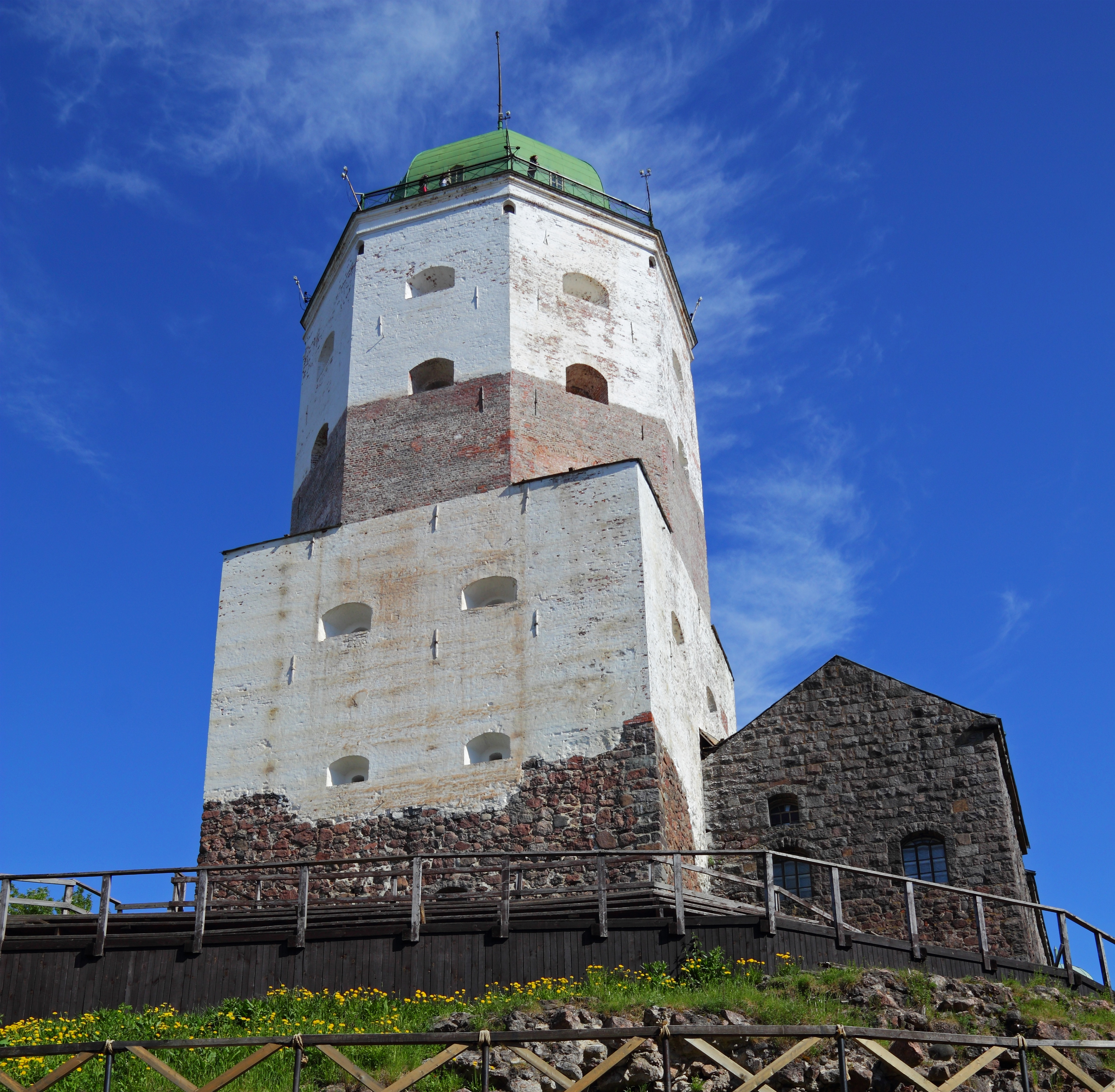
聖奧拉沃塔